# Leopold Auenbrugger

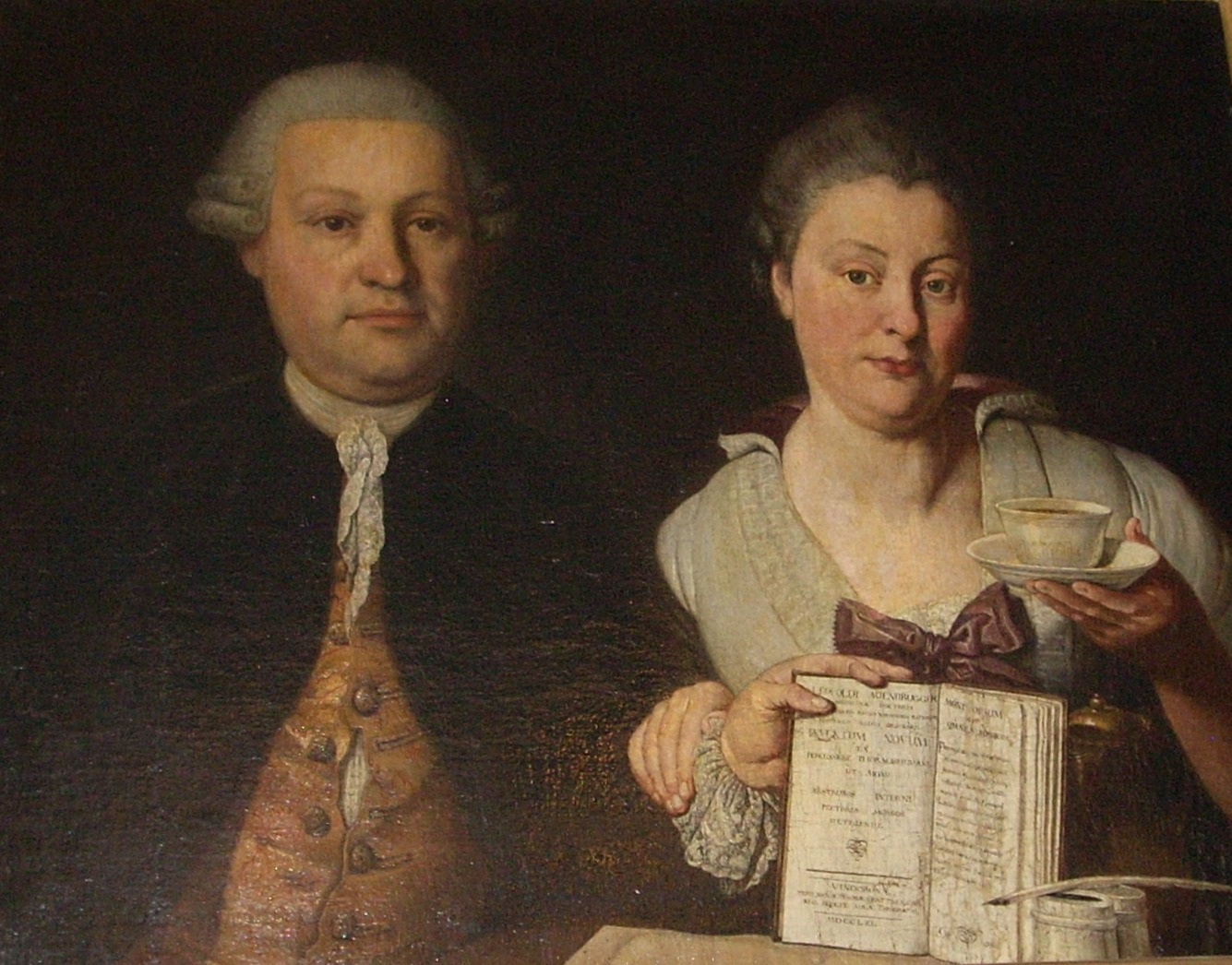
Leopold Auenbrugger z żoną

Leopold Auenbrugger (ur. 19 listopada 1722 w Grazu, zm. 18 maja 1809 w Wiedniu) – austriacki lekarz, uczeń Gerarda van Swietena, wynalazca metody opukiwania (percussio), ale także autor librett operowych.
Opukiwanie odkrył dzięki swemu ojcu, oberżyście z „Pod Czarnym Murzynem” w Grazu, pukającemu w zgromadzone przez siebie beczki z winem i w ten sposób oceniającemu, ile napoju jeszcze pozostało. Po siedmiu latach prób Auenbrugger zdecydował się opisać swoje odkrycie wydając w 1761 liczące 95 stron dzieło Nowy wynalazek odkrywania ukrytych chorób wewnętrznych piersi poprzez opukiwanie (Inventium novum ex percussione thoracis humani ut signo abstrusos interni pectoris morbos detergendi).
Jego publikacja nie odbiła się szerokim echem. Zaledwie garstka ówczesnych specjalistów zwróciła na nią uwagę (m.in. Johann Peter Frank i Maximilian Stoll). Ogół lekarzy zapoznał się z metodą opukiwania dopiero wtedy, gdy zainteresował się nią osobisty lekarz Napoleona, Jean-Nicolas Corvisart, który dokonał przekładu na język francuski i publikacji w 1808 (rok przed śmiercią Auenbruggera).
W 1762 został lekarzem nadwornym cesarzowej Marii Teresy. Stał się szerzej znany dopiero po publikacji w 1784 pracy o leczeniu kamforą. Rok później nadano mu tytuł szlachecki.
Leopold Auenbrugger napisał libretto do muzyki Antonia Salieriego do śpiewogry Der Rauchfangkehrer, której premiera nastąpiła w 1781 w Wiedniu.